# Stefan Marković (basket-ball)
Pour les articles homonymes, voir Stefan Marković.
Stefan Marković (en serbe : Стефан Марковић), né le 25 avril 1988 à Belgrade, dans la République socialiste de Serbie (Yougoslavie), est un joueur serbe de basket-ball, évoluant aux postes de meneur et d'arrière.

## Carrière
Marković est le meilleur passeur de l'histoire de l'EuroCoupe avec plus de 363 passes décisives (en juin 2014). Il est aussi le troisième meilleur intercepteur (135, derrière Mire Chatman et Andre Riddick) et troisième au nombre de rencontres jouées (92).
En juin 2014, Marković rejoint l'Unicaja Málaga où il signe un contrat de deux ans.
En décembre 2015, il se blesse à la jambe et est indisponible pendant 3 mois. Málaga embauche alors DeMarcus Nelson,.
En août 2019, Marković s'engage avec la Virtus Bologne.
En novembre 2021, Marković signe un contrat de deux saisons avec l'Étoile rouge de Belgrade.

### Palmarès
Avec la sélection de la Serbie, il remporte :
- Médaille d'argent aux Jeux olympiques de 2016.
- Médaille d'argent à la coupe du monde 2014 en Espagne.
- Finaliste du championnat d'Europe 2009.

- Champion d'Italie en 2021
- Vainqueur de la coupe de Serbie 2022